# Adalto Batista da Silva
Adalto Batista da Silva (sinh ngày 30 tháng 8 năm 1978) là một cầu thủ bóng đá người Brasil.

## Sự nghiệp câu lạc bộ
Adalto Batista da Silva đã từng chơi cho Consadole Sapporo.

## Thống kê câu lạc bộ

### J.League
| Đội               | Năm       | J.League | J.League | J.League Cup | J.League Cup | Tổng cộng | Tổng cộng |
| Đội               | Năm       | Trận     | Bàn      | Trận         | Bàn          | Trận      | Bàn       |
| ----------------- | --------- | -------- | -------- | ------------ | ------------ | --------- | --------- |
| Consadole Sapporo | 2001      | 7        | 2        | 0            | 0            | 7         | 2         |
| Tổng cộng         | Tổng cộng | 7        | 2        | 0            | 0            | 7         | 2         |